# 一条鞭法
“一条鞭法”是明代嘉靖时期确立的赋税及徭役制度，發明者为桂萼，由张居正于万曆九年（1581年）推广到全国，最主要是「併傜役、田賦與雜稅為一條。」
最早在余姚、平湖二县已实行“均徭一条鞭法”：“凡岁编徭役，俱于十甲内通融随粮带征。”《明史·食货志》：“一条鞭法者，总括一州之赋役，量地计丁，丁粮毕输于官，一岁之役，官为佥募，力差则计其工食之货，量为增减，银差则计其交纳之费，加以增枆。凡额办、派办、京库岁需与存留供亿诸费，以及土贡方物，悉併一条。皆计亩征银折办于官，故谓之一条鞭法。”将过去按地、户、丁分别征收实行、征发徭役的赋役制度，改为按土地、人丁征收货币与白银；将过去由纳税户轮流征收解运改为官府自行征收解运。有专家指出：“从历史看来，一条鞭法的产生，它的最初和最主要的目的是为改革役法，田赋方面的改革是由于役法的改革而来的。”一条鞭法之目的有三：简化税制、增加收入、方便征收税款。

## 背景
明代前期賦役制度繁瑣複雜。田賦繳納實物，夏稅以小麥為主，秋糧以米為主，或以絲絹、錢銀等折合米麥價值而繳納。對戶丁所課的力役，由里甲各戶輪流應役，親身服役稱「力差」，納銀代役的稱「銀差」，此外尚有修河、修倉等不定時的雜役。隨著商業貿易日益發達，社會分工日益細密，力役變得擾民和不便。加上土地買賣頻繁，戶口遷徙轉移，使里甲制趨於崩壞。豪強富戶舞弊隱匿，官吏差胥、里甲等互相勾結，以賦役轉嫁於貧民下戶，富戶反得逃避。貧農人口遂大量流亡，土地荒廢，賦役制度混亂而分派不均，亟需改革和簡化。宣德正統年間，徭役繁重，壯丁盡行，役及老幼，俱奔走不暇，妨礙耕種農時。另一方面，英宗正統以來，銀兩已甚普遍，銀以重量計算價值，辨別容易，價值穩定，民間樂用，漸取代鈔錢而成為通貨。

## 內容
一條鞭法放棄征收實物與勞力，州縣仍以原有稅額為基礎，按比例分攤到田地和人丁上，各種田賦、徭役、雜稅一律合併計算，徵收銀兩。一條鞭法包括四點內容：1.明初規定里甲十年一役的輪流服制度，改為每年出銀代役；2.把力役分攤於田賦，每一丁出銀若干，定每畝田出銀若干；3.賦役皆折納銀兩；4.賦役的催徵、收納和解運，不再由百姓助理，改由官府統籌自辦。換言之，一條鞭法就是以徭役、田賦合而為一的征稅制度。

## 推行經過
一條鞭法先施行於南方之浙江、江西、南直隸、兩廣、福建省等地，後來推行至北方。英宗正統元年(1436)，明朝在長江以南連輸困難地區課征田賦，大都已由米麥改折為銀，按每石折銀二錢五分的比率來徵收，稱「金花銀」。嘉靖初年部分地區開始實行一條鞭法，嘉靖十年御史傅漢臣曾上疏議論其得失。江西方面，嘉靖三十五年巡撫蔡克廉倡議一條鞭法，其後提學副使王宗沐亦建議，因貴族、官紳反對，沒有實行。嘉靖四十五年巡撫周如斗又籌劃其條例，因病卒官。隆慶二年巡撫劉光濟上疏請行，得到批准，遂通行全省。浙江方面，嘉靖四十年以後巡按御史龐尚鵬曾多次改革賦役制度，最後實行一條鞭法。萬曆四年他任福建巡撫，亦力行一條鞭法。南直隸方面由巡撫海瑞執行，推行甚力。兩廣在萬曆五年至十二年間多數地區亦盛行其法。萬曆元年至十年間，張居正執政，極力支持一條鞭法，推廣至河南、山東、湖廣、北直隸等處，張居正下令清丈全國土地，確定田畝數目，也有助此法之實行。到萬曆十五至十七年，雲貴、四川、山西、陝西、甘肅都相繼施行。至此全國各省皆實行一條鞭法。

## 得失與影響
明初的田賦制度，沿襲唐宋以來兩稅法旧例。一條鞭法使田賦繳納以銀子為主體，則打破二三千年來的實物田賦制度。明太祖實施的里甲制「畫地為牢」，把農民限制在土地之上，欲使農村經濟自給自足，職業分工則世襲不變。幾十年間里甲制即破綻百出。人口大量轉徙逃亡，戶籍與田畝冊亦失去實際作用。攤丁入地的做法遂應運而生。一條鞭法使賦役的繳納，一律折收銀兩，以貨幣方式代替力役和實物完稅，項目簡單，既避免胥吏里長、地方豪強等營私舞弊，亦適應明代貨幣經濟和貿易和發展。丁、田兩項較難隱匿，定為賦役標準，可使有丁有田的人戶無從避稅，較為公平。而且賦役以貨幣形式缴纳，由民收民解改為官收官解，使驗收與運輸工作更为簡便，人民不再受各種稅項催收之擾。再者，一條鞭法按田地面積收賦稅，減輕無田的雇農、少田的貧農的力役負擔，轉移到田多的富農地主身上，較為公正平均；使無田的人對徭役的負擔減輕。
一條鞭法的缺點是，專責有田的農民、工匠商賈等皆無須負擔賦役；而且不論田地肥瘠、戶口人丁多少，皆按田畝劃一征稅，亦有不公勻之嫌。南北經濟情況不同，北方貧民身無長物，親自充役猶可以，要交納銀兩則不堪重負，故此法則不宜於於人力過剩、經濟落後的地方。農民亦須於完稅期限前賣出穀物換銀納稅，容易使穀價壓低、銀價抬高，雙重損失。一條鞭法亦方便政府加派賦稅雜役，明末的遼餉、剿餉、練餉等皆額外攤分於田賦之上，加重百姓負擔。長遠來看，一條鞭法因勢利導，承認和適應了中國社會經濟的重大變遷。清代、民國的田賦制度，大體上仍繼承一條鞭法系統，可見此法實不失為切合實際的制度。